# Gradaterebra capensis
Gradaterebra capensis é uma espécie de gastrópode do gênero Euterebra, pertencente a família Terebridae.